# 阿里卜
36°17′N 2°04′E / 36.283°N 2.067°E

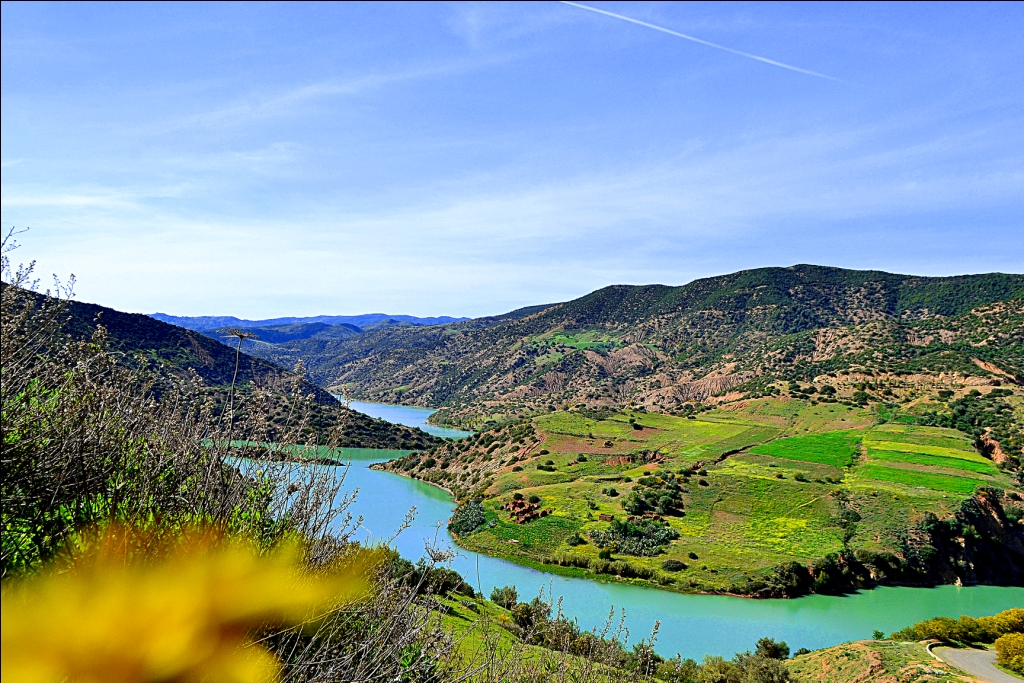
阿里卜

阿里卜（阿拉伯语：‎），是阿爾及利亞的城鎮，位於該國北部艾因迪夫拉省，由阿姆拉區負責管轄，面積185平方公里，2008年人口24,980，人口密度每平方公里135人。